# 543581 Laurenrubyjane
543581 Laurenrubyjane è un asteroide della fascia principale. Scoperto nel 2014, presenta un'orbita caratterizzata da un semiasse maggiore pari a 2,4877135 au e da un'eccentricità di 0,1337034, inclinata di 6,69914° rispetto all'eclittica.